# O Grove
O Grove (offizielle Bezeichnung in galicischer Sprache, spanisch El Grove) ist eine spanische Gemeinde der Comarca von O Salnés in der Provinz Pontevedra, Galicien.

## Geografie
O Grove ist eine 21,89 km² große Halbinsel, die über die Landzunge O Vao mit der iberischen Halbinsel verbunden ist. Auf der westlichen Seite der Landenge liegt der durch den Unfall des Tankers Prestige bekannt gewordene Strand A Lanzada.
O Grove selbst ist über eine Brücke mit der Insel A Toxa verbunden.

## Bevölkerungsentwicklung
O Grove zählte 10.821 Einwohnern (Stand: 2024). Die Einwohnerdichte ist in den Küstengebieten höher als im Inneren der Halbinsel.
Legende: Grove___El Grove___O Grove

## Gemeindegliederung
Die Gemeinde O Grove ist in zwei Parroquias gegliedert:
| Parroquias           | Patrozinium | Einwohner 2024 | Fläche km² | Dichte Einw./km² | Höhe msnm | Ortskennzahl |
| -------------------- | ----------- | -------------- | ---------- | ---------------- | --------- | ------------ |
| O Grove              | San Martiño | 9.665          | 7,23       | 1.337            | 7         | 36022010000  |
| San Vicente do Grove | San Vicente | 1.163          | 14,05      | 83               | 7         | 36022020000  |

## Wirtschaft

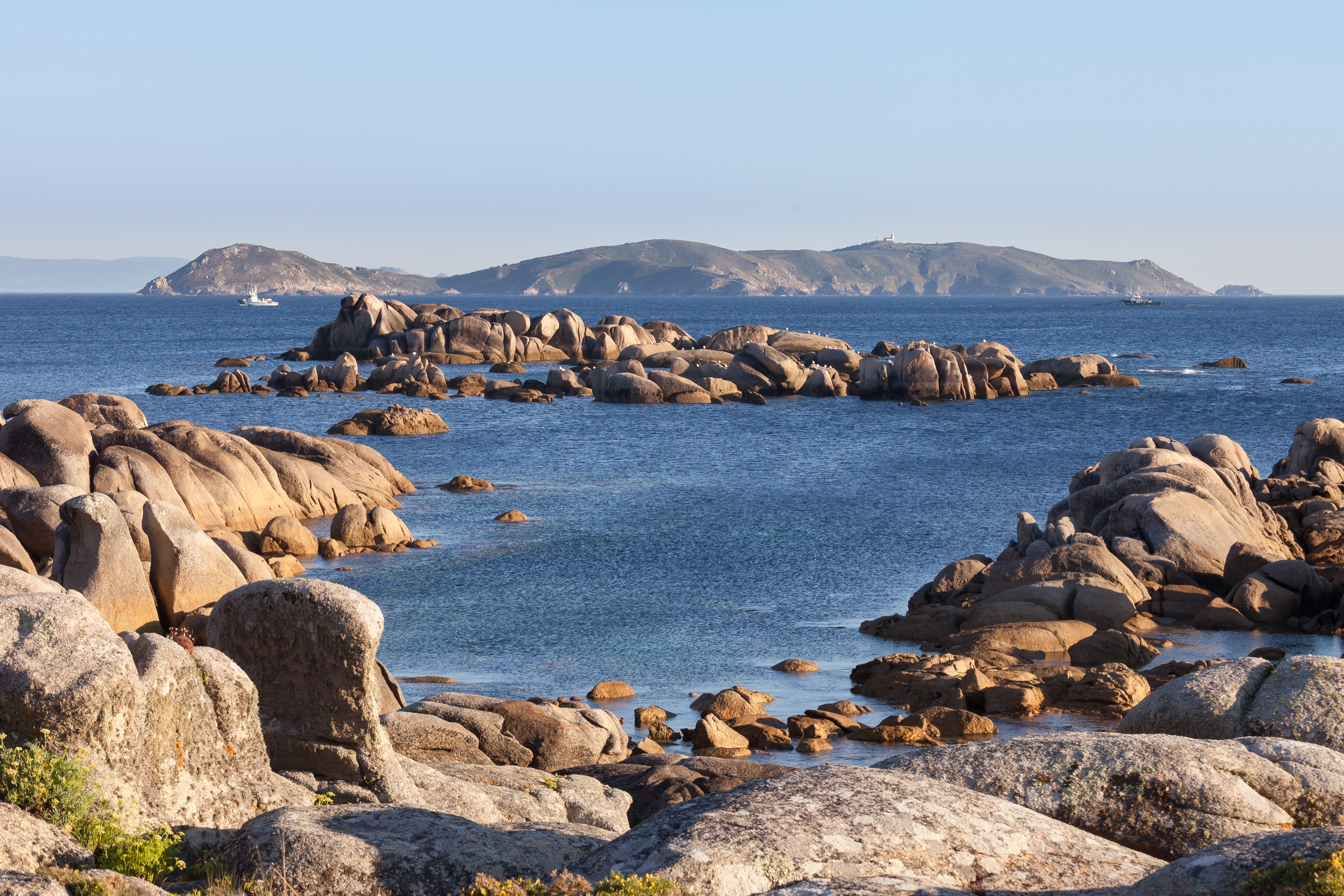
Atlantikküste bei San Vicente do Mar. Am Horizont ist die Insel Isla de Ons im Nationalpark Islas Atlánticas de Galicia in der Bucht Ría de Pontevedra zu sehen. Blickrichtung: Süden (2014).

Wie viele Küstenorte ist O Grove bisher stark vom Meer abhängig gewesen: Küstenfischerei und Miesmuschelzucht waren die Haupteinnahmequellen.
In der jüngsten Vergangenheit hat der Ort jedoch eine stark wachsende touristische Bedeutung erlebt; eine große Zahl an Hotels und Restaurants aller Preisklassen, ein Golfplatz und andere Freizeitmöglichkeiten sind entstanden.
| Ackerbau, Viehzucht und Fischerei                                                  | 0416  | 09,92  |
| Industrie                                                                          | 0561  | 013,37 |
| Bauwirtschaft                                                                      | 0266  | 06,34  |
| Dienstleistungsbetriebe                                                            | 2.952 | 070,37 |
| Total                                                                              | 4.195 | 100,00 |
| * Daten aus dem Statistischen Amt für Wirtschaftliche Entwicklung in Galicien, IGE |       |        |

## Festtage
- Festa do Marisco (Fest der Meeresfrüchte), 12. Oktober
- Festa do Carme (Fest der Carmen, Schutzpatronin der Seefahrer), 16. Juli
- San Martiño (Fest des Heiligen Martin, Schutzpatron von O Grove), 11. November
- Xornadas da Centola (Fest der Seespinne), 6. Dezember